# PingPong
PingPong (ивр. פינג פונג‎; пер. на русск. Пинг-понг) — недолго просуществовавший израильский поп-квартет, представители Израиля на конкурсе песни Евровидение-2000. В состав группы входили Гай Асиф (англ. Guy Asif), Ахал Эден (англ. Ahal Eden), Рой Арад (англ. Roy Arad) и Ифат Гилади (англ. Yifat Giladi).
Группа была образована весной 1999 года. В 2000 году коллектив выпустил малотиражный дебютный альбом «Between Moral and Fashion», и получил некоторую известность в своей стране. В том же году PingPong стали победителями национального отборочного тура на песенный конкурс Евровидение, тем самым получив возможность представить свою страну на предстоящем мероприятии, проходившем в Стокгольме (Швеция).
Конкурсная композиция, «Sa’me’yakh» (שמח, рус. Счастье) была несколько негативно воспринята критиками и израильской общественностью. В песне поётся о влюблённых друг в друга израильской девушке и сирийском парне, которые очень хотят быть вместе, но их разлучают войны и политические разногласия между их странами. Текст песни не мог не вызвать неоднозначную оценку у израильтян; более того, в клипе на песню музыканты размахивали израильским и сирийским флагом, что вызвало ещё большую волну возмущения. Многие СМИ заранее называли предстоящее выступление PingPong политической провокацией, хотя сами исполнители, как и продюсер коллектива, Гиль Самсонов, оправдывали подобную «неординарность» желанием установить мир между израильским и арабским мирами. Художественный руководитель группы, Эйтан Фокс выразил желание видеть сирийский и израильский флаги и во время выступления на Евровидении. По его словам, «эта идея хороша, потому что в песне поётся о любви и мире, а мы хотели бы жить в мире с арабскими странами». Впоследствии оба флага, вопреки протестам, действительно появились на репетициях.
На песенном фестивале PingPong выступили под первым номером. В итоге опасения критиков подтвердились: набрав всего семь баллов, группа финишировала двадцать второй (из двадцати четырёх). На тот момент этот результат был одним из худших за историю участия Израиля на Евровидении. Вернувшиеся на родину музыканты фактически стали презираемыми местным обществом, а глава Израильской телерадиокомпании назвал группу «позором Израиля и Израильской культуры».
За недолгую историю существования коллектив успел выпустить только один альбом — «Between Moral and Fashion» (рус. Между моралью и эстетикой), выпущенный тиражом всего в 1000 копий. Негативная оценка их творчества соотечественниками заставила распасться группу некоторое время спустя.
В 2006 режиссёром Алоном Вейнстоком был выпущен документальный фильм «Sipur Sameach», рассказывающий о жизни бывших участников PingPong после проведения Евровидения.

## Дискография
- Between Moral and Fashion (2000)